# Ripenser-Bladet
|  | Sammenskrivningsforslag Artiklen Ripenser-Bladet er foreslået føjet ind i Ripensersamfundet. (Siden marts 2021) Diskutér forslaget |

Ripenser-Bladet er medlemsblad for Ripensersamfundet, en forening for tidligere lærere og elever fra Ribe Katedralskole. Ripenser-Bladet udkommer fire gange om året.